# دوشنو
دوشنو (به لهستانی:  Duszno) یک روستا در لهستان است که در گمینا تژمشنو واقع شده‌است.